# Seututie 160
Pour les articles homonymes, voir Route 160.
La route régionale 160 (finnois : Seututie 160) est une route régionale allant de Vuoksenniska à Imatra  jusqu'à la frontière entre Imatra et Ruokolahti en Finlande,,.

## Présentation
La seututie 160 est une route régionale de Carélie du Sud.
C'est l'axe routier principal de Vuoksenniska.